# Дідів Шпиль
49°50′41″ пн. ш. 31°27′24″ сх. д. / 49.8447° пн. ш. 31.4568° сх. д.
Дідів Шпиль — могильник, пам'ятник археології пізньозарубинецької культури пізньоскіфського часу в Канівському районі Черкаської області Україна. Могильник належить до городища Бабина Гора і складає з ним єдине ціле в хронологічному і культурно-історичному відношенні. Датується останньою третиною I століття до н. е. — першою половиною I століття н. е.

## Опис
Могильник розташований на березі Дніпра на північ від городища Бабина Гора і займає південну і центральну частину вершини пагорба, і південно-східний схил. Поховання епохи бронза розташовані в південній частині вершини пагорба. У попередньому культурному шару могильника виявлені сліди поселення трипільської культури і епохи ранньої бронзи. У 1971-1973 роках на пам'ятнику проводили розкопки Е. В. Максимов і Н. Н. Бондар. Площа розкопу склала 3600 м2. Було виявлено 52 поховання, з яких 44 — пізнього періоду зарубинецької культури (20 трупоспалень і 24 трупоположень), ранньоскіфський сімейний склеп VI століття до н. е., два поховання пізньої бронзової доби і п'ять — черняховської культури. 20 поховань за особливостями похоронного обряду і супроводжуючого речового інвентарю близькі до могильників нижнього Подніпров'я пізньоскіфського часу, таких як Золотобалковський і Миколаївський. Час поховань Дідового Шпилю з трупоположенням — рубіж нашої ери — I століття н. е. аналогічно похоронному інвентарю Золотобалківського і Миколаївського могильників; з трупоспаленням — остання третина I століття до н. е. — перша половина I століття н. е. Це свідчить про те, що в I столітті на Канівщині з'явилося прийшле нижньодніпровське населення, яке за походженням, традиціями і, можливо, мовою було іншим. Це підтверджує археологічний матеріал могильника Дідів Шпиль, а також житлових, і господарських об'єктів Бабиної гори. Трупоспалення близькі за обрядом до поховань середньодніпровських могильників — Корчуватовського і Пироговського. Майже всі трупоспалення за обрядом — ямні і лише три — урнові. Похоронний інвентар представлений глиняним посудом (горщики, миски, кружки, одна чаша античного виробництва елліністичного і ранньоримського періодів), бронзовими і залізними фібулами, бронзовими шпильками.
Нижньодніпровські поховання на Дідовому шпилі були викликані сарматським навалою, в результаті якої частина населення Нижнього (степового) Подніпров'я змушена була переселитися на північ, на територію, в той час зайняту зарубинецькими племенами.